# Försvarsmaktens internationella center
Försvarsmaktens internationella center (FINCENT) (finska: Puolustusvoimien Kansainvälinen Keskus) var ett försvarsmaktsgemensamt centrum inom Finlands försvarsmakt som verkade i olika former mellan 1969 och 2014. Centrumet var lokaliserat till Tusby.

## Verksamhet
Försvarsmaktens internationella center lyder direkt under huvudstaben. Centrumet utbildar och stödjer Finlands bidrag till fredsbevarande missioner inom ramen för FN och Partnerskap för fred.

## Historik
Försvarsmaktens internationella center bildades 1969 som en del av Satakunta artilleriregemente. År 2001 fick det sitt nuvarande namn och blev samtidigt en del av Försvarsmakten. Från 2008 verkar centrumet endast som kurscenter.
På grund av den omorganisation som Försvarsmakten gjorde under åren 2012 och 2015, Försvarsmaktens internationella center att avvecklas. Förbandet utgick från och med den 1 januari 2015, då den nya organisationsstrukturen i Försvarsmakten trädde i kraft. Dess utbildning överfördes istället till att bli en del av undervisningen vid Försvarshögskolan.